# Alexandro-Něvská lávra
Svato-Trojická Alexandro-Něvská lávra (rusky Свято-Троицкая Александро-Невская лавра) je mužský pravoslavný monastýr na východním okraji Něvského prospektu v Petrohradě, první a zároveň největší monastýr ve městě. Od roku 1797 má status lávry.

## Dějiny

### Petrovská epocha
V oblastních historický záznamech se často uvádí, že Něvský monastýr založil sám Petr I. Veliký. V červenci roku 1710 si car prohlédl místo u ústí Černé říčky (nynější řeka Monastyrka) do Něvy a vydal příkaz k vybudování monastýru. V nařízení bylo na stavbu vyčleněno 5000 čtverečních sáhů pozemku na obou březích řeky Něvy v Oloněském okrese, a zároveň k němu byl přičleněn bohatý Iverský monastýr s údělnými doménami. 
Zasvěcení kláštera svatému knížeti Alexandru Jaroslaviči Něvskému se vysvětlovalo tím, že právě v tomto místě, jak se tehdy soudilo, kníže zvítězil nad Švédy v bitvě na Něvě v roce 1240. Vzhledem k tomu, že klášter byl budován v době války se Švédském na znovudobytých územích, jde o typický historický omyl.
Výstavbu nového kláštera řídil archimandrita Feodosij (Janovskij). Za oficiální datum vzniku je považován 25. březen 1713 (svátek Zvěstování Přesvaté Bohorodice), tedy den vysvěcení prvního dřevěného chrámu Zvěstování.

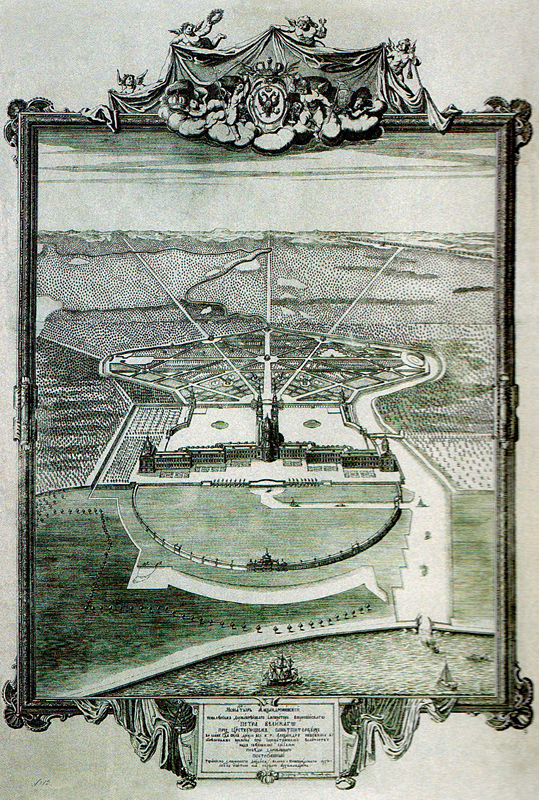
Plán výstavby monastýru, okolo roku 1720

Projekt architektonického komplexu byl vypracován o dva roky později pod vedením Domenica Trezziniho. Trezzini zamýšlel vybudování Něvského monastýru jako symetrický celek kamenných budov, vyplňující pozemek mezi Něvou a Černou říčkou. Byl to zároveň přídavný fortifikační bod na jihovýchodním okraji nového carského hlavního města, vyprojektovaný podle pravidel opevňování. Součástí plánu bylo vybudování široké cesty od kláštera k Petrohradu – „Něvskou perspektivu“.

### Sovětská éra
V sovětské éře prostory kláštera zprvu sloužily sovětům, chrám Zvěstování sloužil jako městské muzeum soch. Ostatky Alexandra Něvského byly konfiskovány, vráceny byly teprve r. 1989. Stalin nechal klášter r. 1935 uzavřít, zpět do majetku církve přešel až r. 1946. V r. 1957 byl znovu posvěcen, od té doby slouží církvi, je však veřejně přístupný.

## Popis
Zakladatelem kláštera byl car Petr I. Veliký. Do architektonického komplexu monastýru patří několik chrámů a také několik významných pohřebišť, na nichž odpočívá mnoho vynikajících osobností 18.–19. století.
Mezi kostely lávry patří chrám Zvěstování Přesvaté Bohorodice, Chrám svaté Trojice, Staroobřadský chrám a budova, chrám sv. knížete Fjodora Jaroslaviče a chrám svatého Mikuláše.
Monastýr náleží do církevní správy biskupa Sankt-petěrburské eparchie.

## Externí odkazy

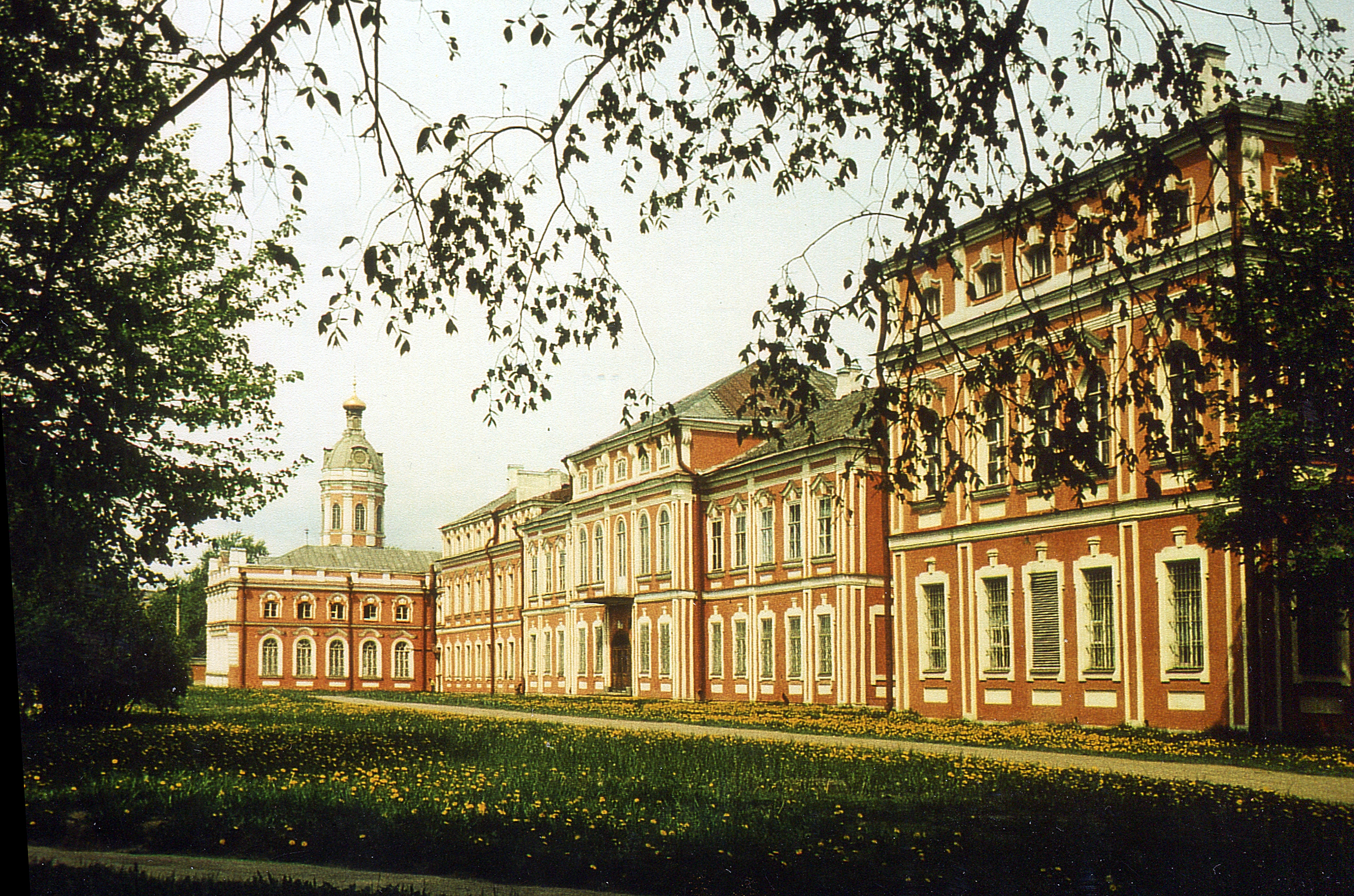
Metropolitský palác v době socialismu sloužil vládním úřadům